# Los Molares
Los Molares település Spanyolországban, Sevilla tartományban. Los Molares Alcalá de Guadaíra, Arahal és Utrera községekkel határos. Lakosainak száma 3636 fő (2024).

## Népesség
A település népessége az elmúlt években az alábbi módon változott:
| Lakosok száma | 2652 | 2800 | 2991 | 3186 | 3459 | 3508 | 3455 | 3480 | 3559 | 3636 |
|               | 2001 | 2004 | 2007 | 2009 | 2012 | 2014 | 2017 | 2019 | 2022 | 2024 |